# باسيريوتيد
باسيريوتيد (بالإنجليزية: Pasireotide)‏ هو دواء يُستعمل في علاج:
- مرض كوشينج المعتمد على النخامية (منذ 14 ديسمبر 2012)[8]

## دوره
يلعب هذا الدواء دورًا في علاج الأمراض كونه:
- هرمون